# Tullbron
Le Tullbron (le pont à péage) est un pont en maçonnerie de Falkenberg, en Suède.

## Description
Le Tullbron est un pont en arc en pierre construit entre 1756 et 1761. Le pont traverse le fleuve Ätran et est classé monument historique depuis 1984. 
Il a été réparé et restauré en 1927 et 1994. Le pont est toujours utilisé pour la circulation. 
Le nom du pont vient du fait que jusqu'en 1914, il fallait verser un péage pour traverser le pont et entrer dans la ville. 
Les ruines du château de Falkenberg sont situées sur le côté est du pont.
Le pont a donné son nom au lycée voisin, Tullbroskolan.